# Tony Hooper
Tony Hooper (* 14. září 1943, Eastry, Kent, Anglie – 18. listopadu 2020) byl anglický písničkář a hudebník. Byl zakládajícím členem skupiny Strawbs, kterou s ním zakládal Dave Cousins. Skupinu Strawbs opustil v roce 1972 po vydání alba Grave New World, kdy bylo zřejmé, že skupina směřuje od svých folkových kořenů směrem k rocku a progressive rocku. Znovu se připojil po 10 letech v roce 1983. Tony byl též kytaristou ve skupině Ceilidh & Barn-Dance Band  od roku 1984 a také členem skupiny Misalliance.

## Diskografie

### Alba

#### Strawbs
- All Our Own Work (with Sandy Denny) (Danmark, 1968)
- Strawbs (1969)
- Dragonfly (1970)
- Just a Collection of Antiques and Curios (1970)
- From the Witchwood (1971)
- Grave New World (1972)
- Don't Say Goodbye (1987)
- Ringing Down the Years (1991)
- Strawberry Sampler Number 1 (2001)

### Singly

#### Strawbs
- "Oh How She Changed"
- "The Man Who Called Himself Jesus"
- "Benedictus"
- "Forever"
- "Here It Comes"